# Marilyne Picard
Marilyne Picard, née en 1981 ou 1982, est une entrepreneure et femme politique québécoise. Elle est députée de la circonscription de Soulanges à l'Assemblée nationale du Québec depuis le 1er octobre 2018.

## Biographie
Née en 1981 ou 1982, Marilyne Picard est étudiante au Collège Ahuntsic où elle obtient un diplôme d'études collégiales en infographie en préimpression. De 2003 à 2010, elle travaille auprès de NumérArt, une entreprise spécialisée dans l'impression numérique grand format. Elle en est copropriétaire de 2008 à 2010. En 2012, sa fille Dylane vient au monde, bientôt diagnostiquée avec un syndrome génétique extrêmement rare, la microdélétion 1q43q44. Elle décide de quitter son emploi pour se consacrer entièrement à ses soins, puis éventuellement à la cause des enfants lourdement handicapés.
En février 2015, elle cofonde « Parents jusqu'au bout », dont l'objectif est d'obtenir le même financement pour une famille comptant un enfant lourdement handicapé qu'une famille d'accueil. Elle rejoint des organismes comme le Répit Le Zéphyr, le Centre prénatal et jeunes familles de Vaudreuil et Le Phare Enfants et familles. Son passage à l'émission Tout le monde en parle le 13 mars 2016 contribue entre autres à faire réagir les responsables politiques. Le Supplément pour enfant handicapé nécessitant des soins exceptionnels (SEHNSE) est mis en place le 22 juin 2016.
Lors des élections générales de 2018, elle remporte la circonscription électorale de Soulanges, défaisant ainsi la ministre Lucie Charlebois et faisant son entrée à l'Assemblée nationale.
Lors des élections générales de 2018, elle remporte la circonscription électorale de Soulanges, défaisant ainsi la ministre Lucie Charlebois et faisant son entrée à l'Assemblée nationale. Les citoyens de Soulanges la réélisent pour un second mandat lors des élections générales du 3 octobre 2022.

## Résultats électoraux
|                                                                                               | Nom                        | Parti            | Nombre de voix | %      | Maj.  |
| --------------------------------------------------------------------------------------------- | -------------------------- | ---------------- | -------------- | ------ | ----- |
|                                                                                               | Marilyne Picard (sortante) | Coalition avenir | 17 114         | 42,6 % | 8 353 |
|                                                                                               | Catherine St-Amour         | Libéral          | 8 761          | 21,8 % | -     |
|                                                                                               | Éloïse Coulombe            | Conservateur     | 5 006          | 12,5 % | -     |
|                                                                                               | Sophie Samson              | Québec solidaire | 4 353          | 10,8 % | -     |
|                                                                                               | Samuel Patenaude           | Parti québécois  | 4 124          | 10,3 % | -     |
|                                                                                               | Kristian Solarik           | Vert             | 795            | 2 %    | -     |
| Total                                                                                         | Total                      | Total            | 40 153         | 100 %  |       |
| Le taux de participation lors de l'élection était de 67,4 % et 506 bulletins ont été rejetés. |                            |                  |                |        |       |

|                                                                                               | Nom                         | Parti               | Nombre de voix | %      | Maj.  |
| --------------------------------------------------------------------------------------------- | --------------------------- | ------------------- | -------------- | ------ | ----- |
|                                                                                               | Marilyne Picard             | Coalition avenir    | 15 307         | 39,2 % | 2 142 |
|                                                                                               | Lucie Charlebois (sortante) | Libéral             | 13 165         | 33,7 % | -     |
|                                                                                               | Maxime Larue-Bourdages      | Québec solidaire    | 4 508          | 11,6 % | -     |
|                                                                                               | Samuelle D.-Henry           | Parti québécois     | 4 001          | 10,3 % | -     |
|                                                                                               | Bianca Jitaru               | Vert                | 729            | 1,9 %  | -     |
|                                                                                               | Etienne Madelein            | NPD Québec          | 424            | 1,1 %  | -     |
|                                                                                               | Felice Trombino             | Conservateur        | 322            | 0,8 %  | -     |
|                                                                                               | Dominik Prud'homme          | Citoyens au pouvoir | 292            | 0,7 %  | -     |
|                                                                                               | Jean-Patrick Berthiaume     | Bloc pot            | 205            | 0,5 %  | -     |
|                                                                                               | Patrick Marquis             | Équipe autonomiste  | 65             | 0,2 %  | -     |
| Total                                                                                         | Total                       | Total               | 39 018         | 100 %  |       |
| Le taux de participation lors de l'élection était de 70,3 % et 551 bulletins ont été rejetés. |                             |                     |                |        |       |

## Distinctions
- 2018 : Mention Coup de cœur du jury (Prix À part entière, Office des personnes handicapées du Québec)